# Burgruine Lutzmannstein

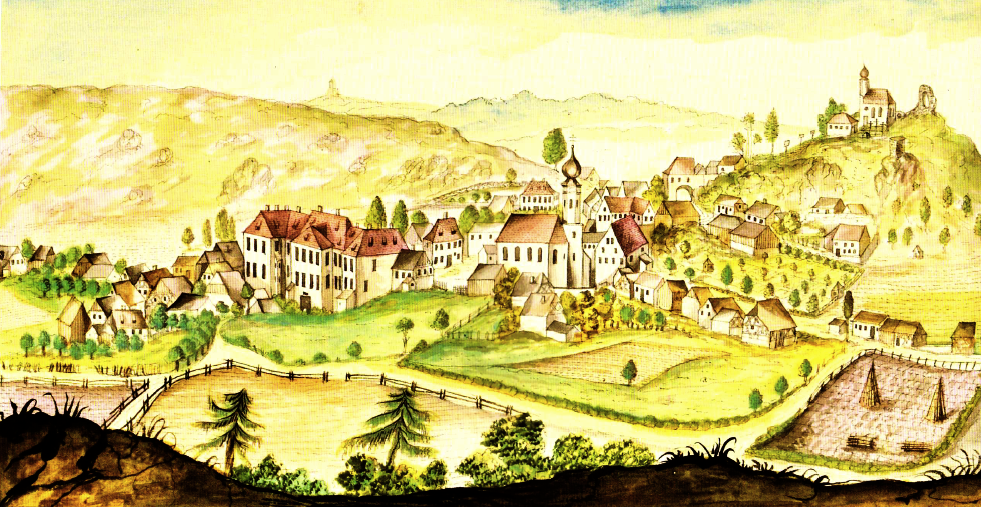
Markt Lutzmannstein mit Burgruine und Schloss um 1800

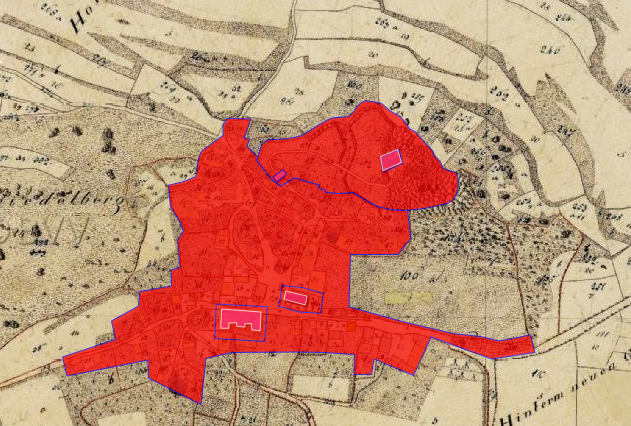
Lageplan der Burgruine Lutzmannstein auf dem Urkataster von Bayern

Die heutige Burgruine Lutzmannstein (auch Leutmannstein genannt) ist die Ruine einer ursprünglich hochmittelalterlichen Burg auf dem Gebiet von Velburg, einer Stadt im Oberpfälzer Landkreis Neumarkt in der Oberpfalz im Bundesland Bayern. Die Anlage wird als Bodendenkmal unter der Aktennummer D-3-6736-0092 im Bayernatlas als „archäologische Befunde im Bereich der frühneuzeitlichen Schlossruine in der Wüstung "Lutzmannstein"“ und ebenso unter der Aktennummer D-3-73-167-188 als „ehem. Torhaus der Burg, Ruine, wohl spätmittelalterlich“geführt.
Die Burgruine Lutzmannstein ist der Rest der früheren Burg Lutzmannstein, welche das Zentrum der Herrschaft Lutzmannstein in der Oberpfalz war. Die Burg stand auf einem Hügel neben der heute ebenfalls abgegangenen St.-Ottilien-Kapelle (49° 16′ 6,6″ N, 11° 44′ 24,8″ O), gestiftet um die Mitte des 15. Jahrhunderts von einem Herrn von Nothaft; beide wurden im Dreißigjährigen Krieg zerstört. Das um 1730 am Fuß des Burghügels erbaute Schloss war ein Nachfolgebau der Burg Lutzmannstein. Der Ort Lutzmannstein, bis 1849 Sitz eines Patrimonialgerichts II. Klasse, wurde bei der Erweiterung des Truppenübungsplatzes Hohenfels 1951 von der Bevölkerung geräumt und ab 1953 als Zielpunkt für Schießübungen verwendet. Nach dem ersten Beschuss brannten Ort und Schloss vier Tage lang, danach war das Schloss weitgehend zerstört.

## Geschichte
Lutzmannstein wurde um die Mitte des 12. Jahrhunderts vermutlich durch Adalbert Lutzmann gegründet, der aus der Familie der Babonen bzw. aus einem Zweig der Herren von Prunn, Laber und Breitenegg stammte. Ab 1260 nennt er sich Albertus de Luitzmanstein, was auf die Gründung der Veste Lutzmannstein verweist. Die Lutzmannsteiner waren Ministeriale der Herzöge von Bayern. Adalbert von Lutzmann war bis 1269 auch mit der Vogtei von Nittenau durch das Bistum Bamberg belehnt worden. Nach dem Tod des Adalbert V. Lutzmann fiel Lutzmannstein 1268 oder 1269 an Herzog Ludwig II. von Bayern zurück. Die Burg wurde Sitz herzoglicher Amtsleute und blieb nach dem Hausvertrag von Pavia bei dem Herzogtum Oberbayern. 1267 wird ein Stephan von Kemnath auf Lutzmannstein, Hohenkemnath und Rosenberg genannt. 1360 ist Ulrich Zenger Pfleger und Pfandinhaber von Lutzmannstein, 1389 erklärt Hans Zenger zu Tannstein die Verpfändung für beendet. 1397 verpfändeten die Herzöge Stephan III., Johann II., Ludwig VII. und Ernst die Herrschaft Lutzmannstein gegen eine Pfandsumme von 4000 Gulden, Einräumung des Wiederlösungsrechts und ewige Öffnung an Altman Kemnather, der 1402 Landrichter in Amberg und 1403–1412 in Sulzbach war. 1403 erscheint es als Lehensinhaber der Burg. 1420 erklärte Friedrich Kemnather einen Lehensrevers gegenüber Herzog Johann.
1428 zwangen Schulden die Nachkommen des Friedrich Kemnather, die Burg samt ihren Zugehörungen für 5000 Rheinische Gulden an Pfalzgraf Johann von Pfalz-Neumarkt zu verkaufen. Dieser überließ Lutzmannstein 1432 dem königlichen obersten Hauptmann vor dem Wald, Heinrich V. Notthafft von Wernberg. Im folgenden Jahr wurde er von den Herzögen Ernst und Wilhelm III. von Bayern-München belehnt, denen das Lehenrecht an Lutzmannstein infolge der Bayerischen Landesteilung von 1392 zugefallen war. In seinem Testament vom 23. Januar 1440 bedachte Heinrich V. seinen mittleren Sohn Heinrich VI. unter anderem mit den Schlössern und Hofmarken Aholming, Eckmühl und Lutzmannstein. 1460 verglich sich Heinrich VI. mit seinen Söhnen Kaspar I. und Heinrich VII. wegen der ihnen nach dem Tod ihrer Mutter, Margaretha, geb. Gräfin von Ortenburg, zustehenden Erbschaft. Heinrich der Jüngere scheint damals die Burg Lutzmannstein und dazu eine jährliche Gilt von 300 Gulden erhalten zu haben. 1469, Kaspar I. war inzwischen verstorben, gab es erneut Irrungen wegen des Erbes der Margaretha Notthafft. Statt der vermachten 300 Gulden erhielt Heinrich VII. von seinem Vater nun den Zehnt zu Laaber, doch sollte dieser Zehnt nach seinem Tod samt dem Schloss Lutzmannstein wieder in die gemeinsame Erbmasse fallen. 1466 schloss sich Heinrich VII. dem Böcklerbund an. Heinrich VI. starb 1471 und wurde im Karmelitenkloster Straubing bestattet. 1482 ist Heimeran III. im Besitz einer Hälfte der Burg, die andere Hälfte gehört seinem Halbbruder Heinrich VII. ; letzterer erwirbt auch den anderen Hälfteanteil, sodass sich danach ganz Lutzmannstein wieder in einer Hand befand. Nach dem Tod von Heinrich VII. († 1487), teilten sich seine Söhne Kaspar II.  und Johann VI.  den väterlichen Besitz. 1490 veräußerten Kaspar II.  und seine Mutter Barbara, ihren Anteil an Lutzmannstein, den sie vorher dem Hans VI.  abgekauft hatten, an Ritter Heinrich Notthafft „mit dem Mahl“ auf Runding, beide blieben aber weiterhin hier wohnend. Kaspar II. war ebenso wie Heinrich mit dem Mahl auf Runding Mitglied im Löwlerbund.
Am 12. September 1504 kämpfte er im Landshuter Erbfolgekrieg in der Schlacht von Wenzenbach an der Seite Herzog Albrechts IV. Für seine Tapferkeit wurde er von Kaiser Maximilian I. zum Ritter geschlagen. Mit dem Kölner Spruch beendete der Kaiser am 30. Juli 1505 den Landshuter Erbfolgestreit und es kam zur Errichtung des Herzogtums Pfalz-Neuburg für die Fürstensöhne Ottheinrich und Philipp, zu dem fortan auch Lutzmannstein gehörte. Nach dem Tod Kaspar Notthaffts († 1520) übernahm sein Sohn Christoph Joachim das Erbe des Vaters. Dessen Cousine Anna, Tochter von Hans VI. Notthafft von Wernberg, hatte 1538 in Neumarkt in der Oberpfalz den Bischöflich-Bambergischen und Pfalz-Neuburgischen Geheimen Rat Hans Joachim Stiebar von Buttenheim geheiratet. Nach dem Tod Christoph Joachims († 1547) baten die Vormünder seiner Söhne Heinrich und Kaspar III. bei Kaiser Karls V. Statthalter in Neuburg, dem Zorn von Bullach, um erneute Belehnung mit Lutzmannstein. Im Zuge der Erbauseinandersetzung fiel die Hälfte der Herrschaft Lutzmannstein an deren Tante Anna beziehungsweise an deren Gemahl Hans Joachim Stiebar. Den Rest erkaufte dieser 1566 von Kaspar III. Notthafft von Wernberg (dessen Schwester war die erste Frau Anna Nothafft von Wernberg des Hans Joachims; in zweiter Ehe war er mit Katharina von Wenckheim verheiratet, nach dessen Tod verehelichte sich diese mit dem Hans von Rottenhan zu Rentweinsdorf).
Schloss Lutzmannstein wurde in der Zeit von Pflegern verwaltet, da Hans Joachim Stiebar (* 29. März 1513, † 28. August 1585) Burggraf auf der Bergfestung Rothenberg bei Schnaittach war. Als Pfleger zu Lutzmannstein werden genannt: Jörg Grosmann, Anton Schmauß, Klement Stainhaus (1575), Ulrich Dollnstainer (1577) und Sebastian Gulden, Rothenhanischer Pfleger zu Luzmannstein (1623).
Die Pfleger mussten bisweilen mit harter Hand die Interessen ihres Herrn durchsetzen, so schrieb Pfleger Grosmann am 20. August 1555 seinem Herrn in Buttenheim folgendes:
„Der Hohenfelser (kurpfälzische) Pfleger, 'Leonhard von Kemnath', war im „Hohenfelser Hof zum Schenken“ im Kirchweihort eingekehrt. Bei Beginn des Tanzens haben die jungen Gesellen zwei Pfeifer aufgestellt zum Aufspielen. Aber die Hohenfelser hatten auch zwei Pfeifer mitgebracht, und sie schafften die andern zwei ab. Der Amtsknecht – jungpfälzisch – ließ den Kirchweihfrieden ausrufen bei 10 fl Strafe. Das ist dem Hohenfelser Pfleger angezeigt worden. Dieser Pfleger verließ den Hohenfelser Hof und entfernte den Lutzmannsteiner Amtsknecht. Der wollte aus Furcht folgen, aber er wurde durch Einheimische zurückgerufen auf seinen Dienstplatz. Der Pfleger packte ihn daraufhin an und schüttelte ihn hin und her, fluchte dazu und schrie ihn an, er soll den Lutzmannsteiner Pfleger beibringen. Da kamen zwei auswärtige Männer gelaufen. Der Hohenfelser Amtsknecht wollte sie greifen, aber der eine Geselle lief in Friedls Gut der Lutzmannsteiner Herrschaft. Der Knecht lief ihm nach (überschritt also die gebotene Grenze des Landes) und nahm ihm seine Wehre. Der Hohenfelser Pfleger bestand auf kurpfälzischem Kirchweihschutz. Die Hohenfelser nahmen also den fremden Gesellen gewaltsam mit sich fort und führten ihn in den Hohenfelser Hof. Da wollten sie 10 fl von ihm haben, als Strafgeld; schließlich verlangten sie nur einen Taler. Da er aber das nicht hatte, ließ ihn der Hohenfelser Pfleger verstricken. Dann schoss er wiederholt in die Luft, ritt nach Lutzmannstein hinauf und schoss auch dort. Der Lutzmannsteiner Pfleger hörte ihn an und notierte sich den kurpfälzischen Anspruch auf den Kirchweihschutz in Kircheidenfeld. Sein Bericht an die Neuburger Regierung gab ihm aber nicht recht; denn dort las man: „Der Kirchweihschutz zu Kircheidenfeld steht der Kurpfalz zu!“ So musste sich Jörg Grosmann dazu „gehorsamst“ belehren lassen und das kurpfälzische Recht anerkennen. Von der Kirchweih im August 1555 bis zur Neuburger Antwort waren unterdessen acht Monate vergangen.“
1621 besaß Hans Veit Stiebar, ein Sohn von Pancratz Stiebar, die Herrschaft Lutzmannstein. Nach der Schlacht am Weißen Berg 8. November 1620 rückten bayerische Truppen in die Oberpfalz ein. Hans Veit Stiebar gab seinem Pfleger in Lutzmannstein den Befehl „bey jetzigen Kriegsbeschwerlichkeiten dahin Bedacht zu nehemn, daß bey Nacht allwegen zum wenigsten zwei Lands-Vnterthanen an dem Schloß Thor abwechselsweis wie auch im Marcktfleckhen vnd allen Dörffern als verlässige Wach angestellt vnd gehalten werden. So sich etwas Begeben, sollen sie vfm Schlos ein Loß Schus als Zeichen geben, daß sich ein Jeder mit vferlegter Wehr zu Lutzmannstein einfinden lassen wolle ...“. 1628 erhielt der Pfleger den Auftrag „alldieweilen vfm Schloss Lutzmannstein weder ain Pulver oder bley vorhanden“ wenigstens einen Zentner groben Pulvers und zwei Zentner Blei als Vorrat zu kaufen. Am 1. März 1633 wurde Lutzmannstein dem kaiserlichen und bayerischen Obristleutnant Hans Jakob von Voit († 23. April 1633) übergeben. Die im Markt und im Schloss einquartierten Landsknechte und Offiziere mussten von der Gutsherrschaft besoldet und verpflegt werden. Auf Betreiben Albrecht Schenks von Staufenberg, dem bischöflich regensburgischen Pfleger in Hohenburg, wurde Lutzmannstein gänzlich ausgeplündert. Im weiteren Kriegsverlauf zog der Nürnberger Dragonerhauptmann Georg Endres Imhpf mit seiner Schwadron in Lutzmannstein ein, dann folgten wieder Kaiserliche Truppen unter dem Obristen Manteuffel. Im Zuge der Kämpfe war die alte „Veste Luzmanstein vnd zugleich die dortige Registratur mit allen Urkunden in Rauch aufgegangen“.
Dem Hans Veit Stiebar blieb von seinen 13 Kindern nur der Sohn Joachim Ludwig übrig; dieser verkaufte die zerstörte Burg und die Hofmark Lutzmannstein 1662 zusammen mit seinem Vetter Georg Pankraz Stiebar an den pfalz-neuburgischen Geheimen Rat und Hofratspräsidenten Franz Wilhelm von Gise auf Sinningen und Seibersdorf († 1675). Dessen Nachkommen erbauten sich um 1730 ein neues Schloss im Markt am Fuße der Burgberges; die Burg blieb sich selbst überlassen. Heinrich Andreas Freiherr von Gise zu Luzmannstein, Sinningen und Seiboldsdorf wird 1705 als Wohltäter der Neuburger Kongregation zur schmerzhaften Muttergottes genannt. Baron Philipp Wilhelm von Gi(e)se (* 1753), kurfürstlich bayerischer Kämmerer und ehemaliger Landesdirektionsrat, war der Letzte seines Geschlechts. Er adoptierte 1805 den Legationsrat Friedrich August Freiherr von Koch auf Teublitz, dessen Nachkommen besaßen das Schloss Lutzmannstein bis 1916. Die Hofmark Lutzmannstein-Allersburg wird unter den von Giese 1849 aufgelöst, die hiesige Patrimonialgerichtsbarkeit endete bereits 1848. Die Schwester des Philipp Wilhelm war Maria Anna Hildegard von Giese und Lutzmannstein (* 1745, † 1825 zu Holzen); sie war die letzte Äbtissin des Klosters Holzen und musste dieses nach seiner Aufhebung 1802 verlassen.

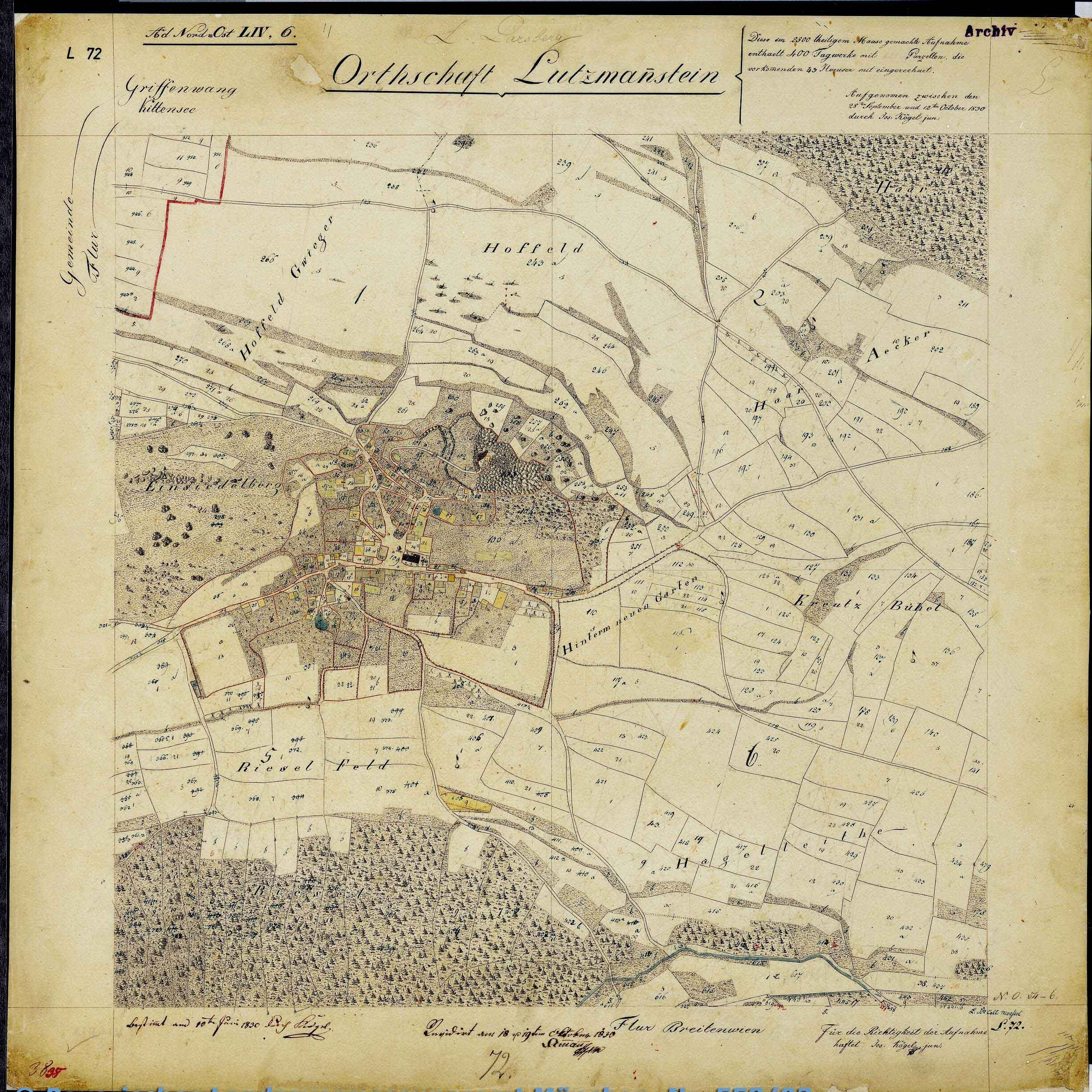
Ortsblatt vom Kreis Neumarkt Oberpfalz 1830 mit Lutzmannstein

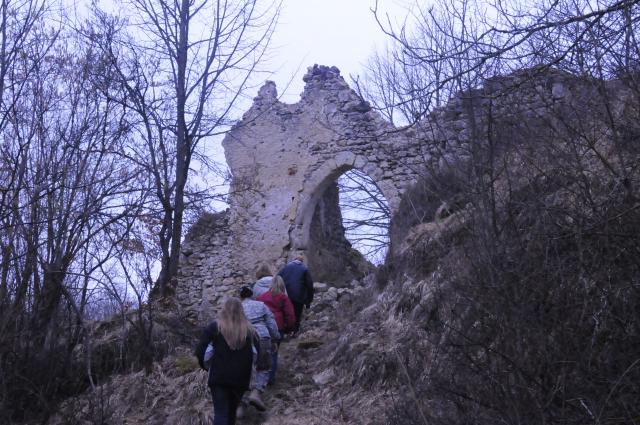
Schlosstor des Torhauses von Burg Lutzmannstein

## Neuere Geschichte von Schloss Lutzmannstein
1916 kaufte das königlich Bayerische Forst-Ärar das hauptsächlich aus Wald bestehende Gut Lutzmannstein. Das Obergeschoss des östlichen Schlossflügels diente fortan als Forstdienstwohnung. Während des Zweiten Weltkrieges wurde das Schloss als Kunstdepot des Münchener Stadtmuseums verwendet. Das Schloss war ein zweigeschossiger Bau mit drei Risaliten und zwei Seitenflügeln nach rückwärts. Im Ort wohnten 1928 236 Einwohner. Nach Kriegsende waren in dem Schloss fünf Flüchtlingsfamilien untergebracht. Bei der Erweiterung des Truppenübungsplatzes Hohenfels im Jahr 1951 wurde Lutzmannstein geräumt. 1953 brannte der Ort mit dem Schlossgebäude infolge Beschießung durch das Militär ab. Das Objekt liegt heute in einem militärischen Sperrgebiet des Truppenübungsplatzes Hohenfels und ist nicht frei zugänglich.
Die Burg Lutzmannstein lag auf einem Höhenrücken, der von dem Burgplateau durch einen in den Fels gehauenen Abschnittsgraben abgetrennt war. Der Burgweg führte durch ein Torhaus (später das Armenhause der Gemeinde) in einer Schleife zum Burgeingang. Im Osten des Burgberges wurde der aus „Kropfquadern“ errichtete Bergfried vermutet. Im Süden lagen eine Zisterne und eine Bruchsteinmauer aus dem 16. Jahrhundert. An der Nordseite des Berings lag die Mitte des 15. Jahrhunderts gestiftete Schlosskapelle St. Ottilia. Von der 1633 zerstörten Burg Lutzmannstein waren schon im späten 18. Jahrhundert nur noch wenige Reste übrig. Auf einer um 1800 von Johann Georg Hämmerl geschaffenen Ortsansicht von Lutzmannstein sind auf dem Burgberg neben der Schlosskirche St. Ottilia und dem 1662 wieder aufgebauten Torhaus nur wenige Mauerreste zu sehen. Heute sind von der Schlosskirche St. Ottilien und dem Torhaus der alten Burg sind nur noch wenige Ruinenreste vorhanden. Der barocke Hochaltar, der Kreuzweg und die beiden barocken Figuren der Apostel Petrus und Paulus aus der Pfarrkirche St. Maria und St. Lucia von Lutzmannstein wurden in die 1955/1956 erbaute Filialkirche von Nattershofen (heute Ortsteil von Lauterhofen) transferiert.